# Half-Life 2: Episode One
Half-Life 2: Episode One er den første af en trilogi af "udvidelses" episoder til first-person shooter computerspillet, Half-Life 2, fra 2004. Da spillet ikke kræver Half-Life 2 installeret, er Half-Life 2: Episode One ikke en udvidelsespakke, men en fortsættelse.

## Historie
Episode One foregår lige efter hændelserne i Half-Life 2. Gordon Freeman bliver igen kontaktet i sin dvale af G-Man, men før G-Man kan nå at sige noget, dukker en gruppe lysene vortigaunter frem som fører Gordon bort og omringer G-Man, som med et lettere irriteret ansigtsudtryk blot siger: "Vi får at se." Samtidig bliver Alyx Vance reddet fra Citadelens' eksploderende generator af en anden gruppe vortigaunter.
Et ukendt antal timer senere vågner Gordon i en bunke murbrokker, som DOG, Alyx' godmodige robot, graver ham fri af, og han bliver genforenet med hende. De kontakter straks Eli Vance og Isaac Kleiner, som er i gang med at omgruppere oprørshæren et sted udenfor City 17. Eli og Kleiner fortæller dem at Citadelens reaktorkerne er ved at nedsmelte, og at eksplosionen vil tage City 17, hvor en del af oprørshæren sidder fast, med i købet. Alyx beslutter sig for at prøve at få kernen midlertidigt stabiliseret for at skaffe hende og Gordon mere tid til at flygte. Imens de udfører opgaven finder Alyx en række mystiske data fra Judith Mossman, som hun gemmer på et memorystick.
Efter at have stabiliseret kernen, forlader Alyx og Gordon Citadelen via tog. Toget forulykker imidlertid, og de bliver tvunget til at kæmpe sig igennem City 17's undergrund, som er svært inficeret af headcrab-zombier, og takket være fraværet af flere af The Combine's forsvarsmekanismer, antlioner.
Da de kommer op på gadeniveau, kommer de gentagende gange under angreb af The Combine's hær, som er desperate efter at få fat i Alyx' memorystick.
Gordon og Alyx støder til sidst på Barney Calhoun, der sammen med en gruppe oprørere prøver at flygte fra City 17 via den eneste sikre flugtmulighed, tog, men er blokeret af The Combine's hær, som har omringet samtlige togstationer. Med hjælp fra Gordon og Alyx, lykkes det Barney's gruppe at bryde igennem The Combine's jernring, og indtage togstationen og de forlader stedet lidt efter lidt. Da alle oprørerne er blevet sendt sikkert af sted, forbereder Gordon og Alyx at tage af sted på det sidste tog, da en Combine enhed støttet af en strider, stormer stationen.
Det lykkes for Gordon at slå angrebet tilbage og nedlægge strideren. Og ham og Alyx tager omsider af sted. Lige som de er kommet ud af City 17, nedsmelter Citadelens kerne, og tager byen med sig. Chokbølgen rammer kort efter toget, som forulykker.